# Puerto Moral
Puerto Moral är en kommun i Spanien.   Den ligger i provinsen Provincia de Huelva och regionen Andalusien, i den sydvästra delen av landet, 400 km sydväst om huvudstaden Madrid. Antalet invånare är 275. Arean är 20,0 kvadratkilometer.
Terrängen i Puerto Moral är platt åt nordost, men åt sydväst är den kuperad.